# Meztelen szingularitás
Az általános relativitáselméletben a meztelen szingularitás egy eseményhorizont nélküli gravitációs szingularitás. A fekete lyukban a szingularitást körülöleli az eseményhorizont, amelyen belül a gravitációs vonzás olyan nagy, hogy a fény nem tud távozni. Ezért az eseményhorizonton belüli objektumok - beleértve a szingularitást is - nem figyelhetők meg közvetlenül. A meztelen szingularitás ezzel szemben kívülről megfigyelhető.
A meztelen szingularitások elméleti létezése azért fontos, mert létezésük azt jelentené, hogy megfigyelhető egy objektum végtelen sűrűségre való összeomlása. Alapvető problémákat is okozhat az általános relativitás szempontjából, mivel az általános relativitás nem képes előrejelzéseket tenni a téridő alakulásáról a szingularitás közelében.  Az általános fekete lyukak esetében ez nem jelent problémát, mivel egy külső szemlélő nem tudja megfigyelni az eseményhorizonton belüli téridőt.
Egyes kutatások szerint, ha a Hurok-kvantumgravitáció elmélete helyes, akkor a természetben előfordulhatnak meztelen szingularitások, ami azt jelenti, hogy a kozmikus cenzúra hipotézis téves. A numerikus számítások és egyéb érvelések is erre utalnak.
Gravitációs hullámokat először a LIGO két fekete lyuk ütközése után észlelt, ez az úgynevezett GW150914 esemény. Ez az esemény a megfigyelések szerint nem eredményezett meztelen szingularitást.

## Kezdeti elméletek
A Kerr-féle fekete lyukak létezése arra utal, hogy a gyorsan forgó szingularitás gyűrű alakú lehet.  Ez két eseményhorizontot és egy ergoszférát eredményez, amelyek egyre közelebb kerülnek egymáshoz, ahogy a szingularitás spinje (forgási sebessége) nő. Amikor a külső és belső esemény horizont egyesül, akkor a forgó szingularitás felé zsugorodni kezd, míg végül a szingularitás kívülről megfigyelhetővé válik.
Egy kellően gyorsan forgó szingularitást létrehozhat a kozmikus por összeomlása, vagy egy gyorsan forgó csillag szupernóvája. Tanulmányozták a pulzárokat, illetve számítógépes szimulációk készültek (Choptuik, 1997).
Demetrios Christodoulou, Shaw-díjas matematikus kimondta, hogy a feltételezésekkel ellentétben léteznek megfigyelhető szingularitások, azonban megjegyezte, hogy az ilyen "meztelen szingularitások" instabilak.

## Mérések

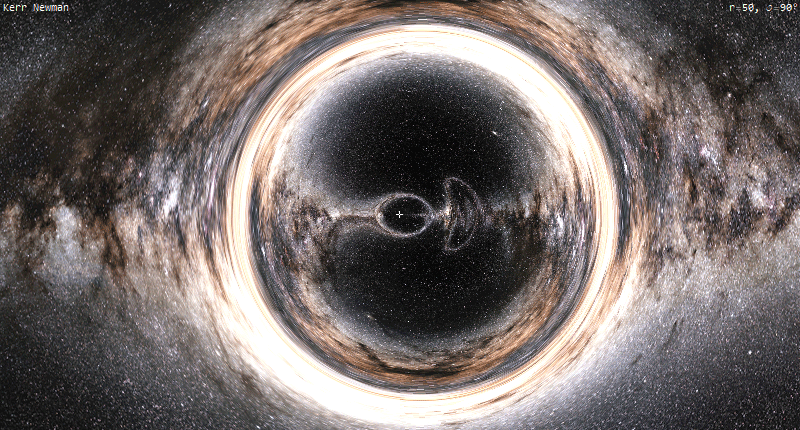
Sugárkövetéses kép egy hipotetikus meztelen szingularitásról, háttérben a Tejúttal. A szingularitás paraméterei M = 1, a² + Q² = 2M². A szingularitást egyenlítői síkból láthatjuk.

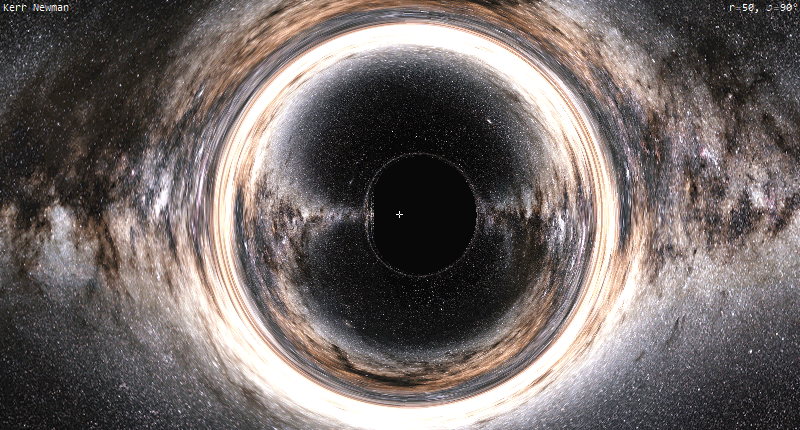
Összehasonlítás egy szélsőséges tömegű fekete lyukkal, M = 1, a² + Q² = 1M².

A Kerr-metrikában eltűnő eseményhorizontok láthatók, ami egy vákuumban forgó fekete lyuk.  Pontosabban, ha a szögsebesség elég magas, az eseményhorizontok eltűnhetnek. A Kerr-metrikát Boyer–Lindquist koordinátává alakítva látható, hogy az eseményhorizont {\textstyle r}{\displaystyle r}koordinátája (ami nem a sugarat jelöli):
{\displaystyle r_{\pm }=\mu \pm (\mu ^{2}-a^{2})^{1/2}}
ahol {\textstyle \mu =GM/c^{2}} és {\textstyle a=J/Mc}. Ebben az esetben az eseményhorizont "eltűnik", amikor a képlet eredménye komplex, vagy {\textstyle \mu ^{2}<a^{2}}.
Az eltűnő eseményhorizont a Reissner–Nordström-metrikában is megjelenik.

## Hatások
A meztelen szingularitás lehetővé tenné a tudósok számára, hogy egy végtelenül sűrű anyagot megfigyeljenek, ami normális körülmények között lehetetlen lenne a kozmikus cenzúra hipotézis miatt. Egyesek úgy vélik, hogy eseményhorizont nélkül a szingularitások fényt bocsáthatnak ki.

## Kozmikus cenzúra hipotézis
A kozmikus cenzúra hipotézis szerint meztelen szingularitás nem létezhet az univerzumban valószerű körülmények között.

## A kultúrában
- M. John Harrison sci-fi regénytrilógiájának (Light , Nova Swing és Empty Space) középpontjában a meztelen szingularitás feltárása áll.
- James C. Glass Dark Peril című műve (az Analog 2005. márciusi kiadásában publikálva) egy történet űrutazók kutató missziójáról. Miközben egy furcsa kozmológiai jelenséget vizsgálnak, két kis űrhajójuk rázkódni kezd és nem tudják elhagyni a területet. Egyikőjük felismeri, hogy egy fekete lyuk vagy meztelen szingularitás ergoszférájának csapdájába estek. A történet több fekete lyuk vagy szingularitás klaszterét írja le, valamint a legénység túlélésért folytatott harcát a látszólag végzetes helyzetből.
- Stephen Baxter Xeelee Sequence című művében egy hatalmas gyűrűt hoznak létre, amely meztelen szingularitást eredményez, amit az univerzumok közötti utazásra használnak.
- A Battlestar Galactica Daybreak című sorozatzáró epizódjában a Cylon kolónia egy meztelen szingularitás körül kering.
- Az Alvó Istenről Peter Hamilton The Night's Dawn trilógiájában úgy hiszik, hogy egy meztelen szingularitás.
- Christopher Nolan Interstellarjában a meztelen szingularitás nemléte megakadályozza az emberiséget, hogy befejezzék a kvantumgravitáció egy elméletét az eseményhorizont belsejéből származó kísérleti adatok elérhetetlensége miatt.
- A Steins;Gate-ben arra használják a meztelen szingularitást, hogy a főhős digitalizált emlékeit kisebb méretűre tömörítsék, majd visszaállítsák az időben egy improvizált „időutazó géppel”.

## Fordítás
- Ez a szócikk részben vagy egészben  a   Naked singularity című angol Wikipédia-szócikk ezen változatának fordításán alapul.  Az eredeti cikk szerkesztőit annak laptörténete sorolja fel. Ez a jelzés csupán a megfogalmazás eredetét és a szerzői jogokat jelzi, nem szolgál a cikkben szereplő információk forrásmegjelöléseként.